# Жінка
Жі́нка — доросла людина жіночої статі. Дітей та підлітків жіночої статі називають дівчатками та дівчатами. Інколи поняття жінка вживається узагальнено для всіх осіб жіночої статі незалежно від віку (у фразах на кшталт «жіноче обрізання»). Жінки, на відміну від чоловіків, від пубертату до менопаузи переживають регулярні овуляції та менструації, коли не є вагітними, здатні вагітніти, народжувати і годувати груддю. Деякі, зокрема безплідні та інтерсекс-жінки — цього не можуть.
Дослідженням різних аспектів жіночого буття займаються гінекологія та акушерство, жіноча історія, жіночі студії, феміністська теорія, а також гендерні дослідження та гендерна історія. З дискримінацією жінок у суспільстві бореться фемінізм.

## Етимологія
Українське жінка (зменшувальна форма від «жона́») разом з відповідниками в інших слов'янських мовах (болг. і рос. жена («дружина»), біл. жонка («дружина»), д.-рус. жена («жінка»), пол. żona («дружина»), чеськ. і словац. žena («жінка»), в.-луж. і н.-луж. žona, мак. жена, серб. жена/žena, хорв. žena, словен. žêna, староцерк.-слов. жена) походить від прасл. *žena (яке утворилося з давнішої форми *gena у результаті першої палаталізації).
Праслов'янське *žena споріднене з прус. genno, гот. qino і qēns («дружина»), давн.в-нім. quena («жінка»), дав.-н.-нім. quan, quena («дружина»), давн-англ. cwēn («жінка»), сучасним англ. queen («королева»), дав.-ірл. ben («дружина»), авест. gənā, γənā, γnā («жінка», «дружина»), дав.-інд. йані- («жінка»), і ґна («богиня»), грец. γυνή, гіне і γυναίκα, гінека («жінка», звідси й слова «гінекологія», «гінекей»), беот. βανά, тохарськ. A śän, тохарськ. B śana, вірм. Կին, «кін» («жінка», «дружина»). Спільним джерелом для всіх слів є пра-і.є. *gᵘ̯enā («жінка»). Походження цього слова остаточно не з'ясоване: згідно з однією з версій, воно походить від праіндоєвропейського кореня *ǵen — «родити» (тобто «та, що родить»); згідно з іншою, воно зв'язане з праіндоєвроп. *gᵘ̯en — «приводити» (тобто «приведена» — дружин брали з інших родів або племен).
Англійське woman («жінка») походить з давн-англ. wīfmann (через проміжні форми wīmmann і wumman). У давньоанглійській мові wīfmann значило «людина жіночої статі» («людина-самиця»), у той час як wēr значило «людина чоловічої статі», «людина-самець» (пор. лат. vir — «чоловік»). Слово mann (monn) колись мало ширше значення («людина»), але з XIII ст. воно уживається виключно у значенні «чоловік». Перша складова слова wīfmann — wife (первісно — «особа жіночої статі») у сучасній англійській значить «дружина». Поширена етимологізація слова woman як похідного від womb («матка», «лоно») є помилковою (у давньоанглійській воно означало «шлунок»).
Залежно від регіону та сфери вжитку використовують звернення: пані, панна, панянка, громадянка, міс, місис, мадам та інші.

## Демографія
Жінки на планеті народжуються загалом рідше (100 дівчаток на 106 хлопчиків), що компенсується смертю чоловічих ембріонів та малюків. Втім, соціальні чинники спотворюють природний баланс. З одного боку, смертність чоловіків усіх вікових груп вища за жіночу, з іншого — жінки виживають менше через селективні аборти та інші форми феміциду (напр., вбивства честі), переважно жінки гинуть внаслідок домашнього та сексуального насильства, втягнення в проституцію та торгівлю людьми.
Середня тривалість життя жінок вища за чоловічу на 5 років, що також пояснюється як біологічними, так і соціальними чинниками. Див. Список найстаріших жінок.

## Біологічні характеристики

Доросла жінка та чоловік (з видаленим інтимним волоссям)

Тілобудова жінки характеризується первинними (морфологічними) та вторинними (фізіологічними) статевими ознаками.
У жінок також відмінні: інтенсивність обміну речовин, частота серцевих скорочень і дихання, кількість формених елементів крові, гормональний та біохімічний статус, будова скелета, особливо тазу та черепа, в меншій мірі будова м'язів. М'язові тканини жінок меншого об'єму та складають близько 23 % (у чоловіків 40 %).

### Генетичні

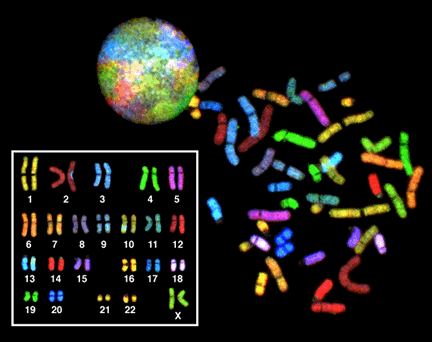
Набір хромосом жінки (в рамці — систематизований): 46 ХХ (одержано спектральним каріотипуванням)

Біологічною причиною відмінностей людей жіночої статі є різний набір статевих (гетеро-) хромосом. Статеві хромосоми у жінки складаються з двох X-хромосом. За відсутності SRY-гена (англ. Sex determining region of Y), відповідального за виробництво протеїну TDF (англ. Testis-determining factor) в ембріоні і визначення статі, що міститься в Y-хромосомі, ембріон розвивається в особу з жіночими характеристиками, наприклад, з гонади розвивається яєчник.

### Морфологічні
- Парні яєчники, що виробляють яйцеклітини,
- Фаллопієві труби, що доправляють яйцеклітини з яєчників у матку,
- Матка, де розвивається ембріон, формується плацента і плід,
- Вагіна, крізь яку здійснюються менструація, вагінальна секреція та статевий акт,
- Клітор з його структурами, відповідальний за оргазм,
- Зовнішня частина геніталій: вульва (малі та великі статеві губи, бартолінові залози, переддверя вагіни, уретра, голівка та каптур клітора),

### Фізіологічні
- Молочні залози, здатні виділяти грудне молоко під час лактації для грудного вигодовування,
- Менструальний цикл від менархе до менопаузи,
- Жіноча фігура,
- Розподіл жирових тканин за жіночим типом,
- Оволосіння за жіночим типом,
- Слабкість сполучних тканин (целюліт та стриї).

При народженні, як правило, оглядають геніталії дитини, щоб визначити її стать. У деяких інтерсекс-дітей внутрішня анатомія суперечить зовнішній будові тіла.

## Жіноче здоров'я
Серед специфічно жіночих захворювань та розладів — хвороби жіночої репродуктивної системи та ряд нерепродуктивних хвороб.
- Менструальні розлади, синдром токсичного шоку, менопауза.
- Гінекологічні раки: Рак молочної залози, рак шийки матки, рак матки, рак яєчника, кіста яєчника, ендометріоз.
- Вагітність, пологи, грудне вигодовування, післяпологові ускладнення, післяпологова депресія, материнська смертність.
- Нерепродуктивні хвороби, частіші для жінок: анемія, харчові розлади, нервова анорексія, аутоімунний тиреоїдит, остеопороз, перелом шийки стегна, депресія, тривожні розлади, мігрень, «істерія».
- Жіноча сексуальність, лесбійство, жінки, які практикують секс із жінками.

## Жіноча історія

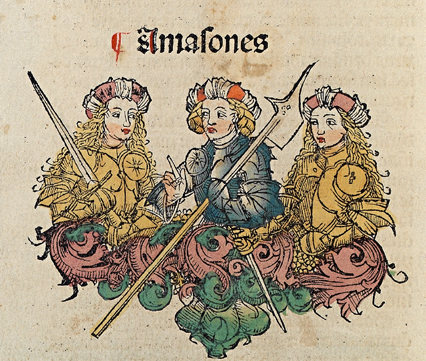
Художнє зображення амазонок в Нюрнберзькій хроніці 1493 року

Жіноча здатність народжувати і цим зберігати групу визначала цінність жінок для суспільства. Здатність до дітонародження стала основою перших культів та релігій, у котрих, за гіпотезами, поклонялися жінкам та богиням. При цьому однозначність визначення материнства та варіативність визначення батьківства робила репродуктивну жіночу здатність предметом конкуренції.
Висувалися гіпотези про матріархальність первісних суспільств (мінойська цивілізація, плем'я амазонок). За мисливства та збиральництва збирачки відігравали важливу роль, стабілізуючи групу (регулярне здобування їжі було економічно важливішим, ніж мінливий успіх мисливців). З неолітичної революції чоловіки узурпують владу над жінками і суспільства стають патріархальними. Такий перехід, ймовірно, був пов'язаний з популяризацією осілого, землеробського способу життя, і викликаного ним розділення праці — з'явилася невелика група людей, відповідальних за захист племені від нападів інших племен, яка пізніше трансформувалася у еліту всередині племені — і члени цієї групи переважно були чоловіками, через кращі фізичні дані.
У традиційних суспільствах жінки, як правило, вирішували репродуктивні (виховання та догляд потомства, догляд за хворими та літніми, приготування їжі, догляд житла), а чоловіки — продуктивні завдання. Цей розподіл зберігся і призвів до все більшого узалежнення жінки від чоловіка. В Європі приблизно до ХІХ ст. лише чоловіки вважалися юридично дієздатними, жінка ж потребувала опікуна (ковертюра). У деяких країнах світу це й досі так.

### Жінки і релігія
Становище та культурний образ жінок у більшості релігій були і лишаються підлеглими (у християнстві, в буддизмі, в ісламі). Релігійна освіта жінок та жінки на релігійних посадах отримали розвиток із постанням фемінізму (див. Жіноча семінарія). Історично жінки сегреговані в рамках чернецтва та жіночих монастирів. Див. також: Богиня, Вікка.

### За країнами

#### Західна культура
В історії західної культури жінки були нерівні у правах з чоловіками частково у зв'язку з релігією (так, до недавнього часу в християнстві жінки не входили в клір). В сучасних західних країнах (переважно Європи та США) росте тенеденція до зрівнювання в правах. Зміни у ставленні до жінки в ХХ ст. на Заході найяскравіше характеризуються розвитком фемінізму (рух боротьби з сексизмом) та сексуальною революцією.

#### Мусульманські культури
За Кораном, жінка, неодноразово порівняна з «криницею Ібліса» (диявол в ісламі), повинна займати принижене становище в суспільстві. У мусульманських суспільствах цей припис суворо виконується. В деяких східних мусульманських країнах чоловіки досі мають прав полігамії (зазвичай багаті, здатні сплатити «калим» за жінку її батькам). У деяких ісламських країнах права жінок обмежені юридично: в Саудівській Аравії їм заборонено бувати на публіці без супроводу родича-чоловіка, брати участь «в усьому, що пов'язане з музикою і костюмованими виставами».

#### Жінки в Україні
Див. Жінки в Україні, Фемінізм в Україні, Жінки в Збройних силах України, Жінки в російсько-українській війні (з 2014), Жінки під час російського вторгнення в Україну 2022 року, Насильство проти жінок в Україні, Сексуальне насильство під час російсько-української війни, Проституція в Україні, Жінки в ОУН та УПА.

## Жінки в суспільстві

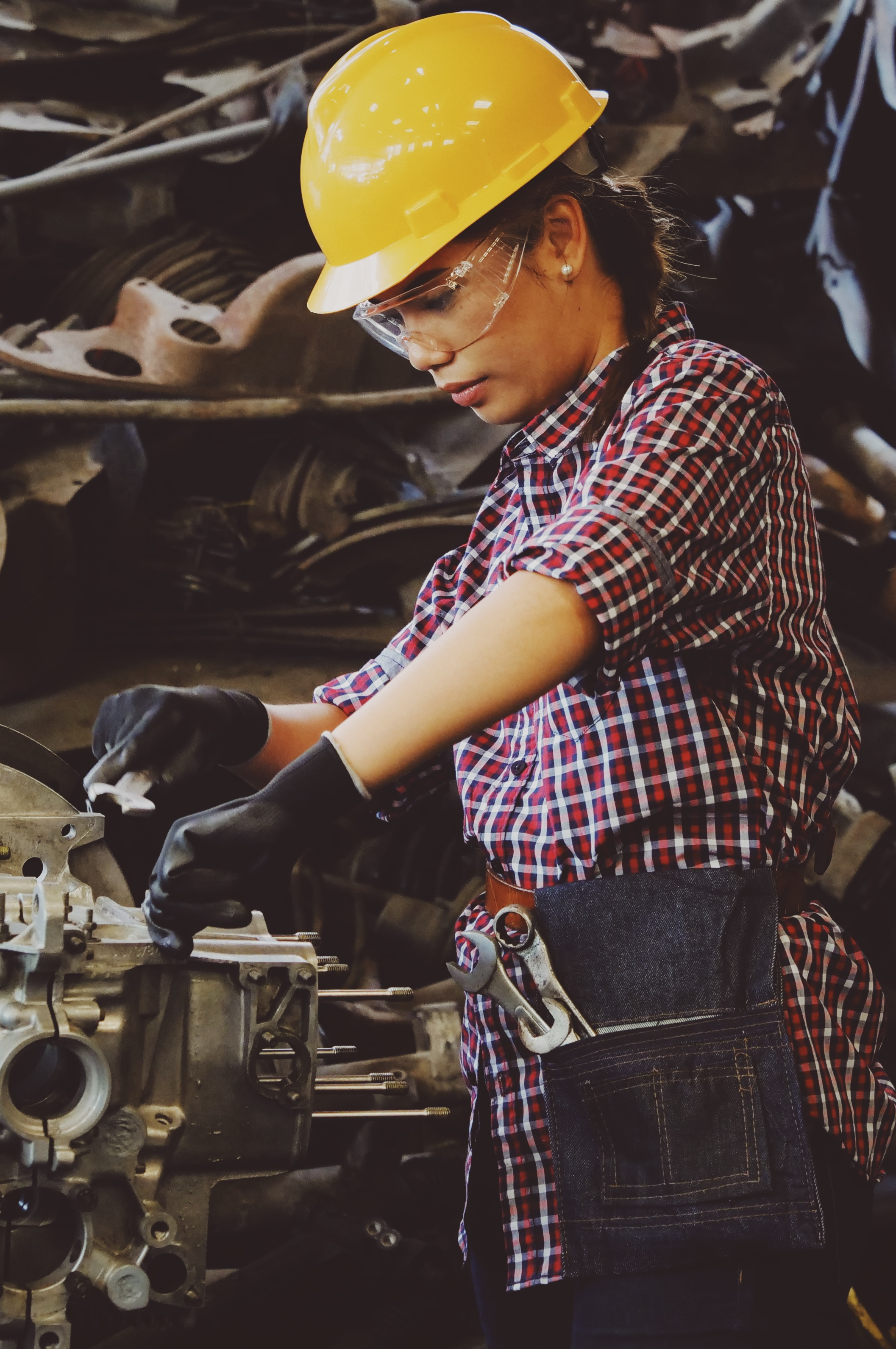
Механікиня працює з двигуном

Роль і становище жінок в суспільствах є предметом гендерних (зокрема, жіночих) досліджень. Становлення та внесок жінок в історію вивчає жіноча історія (див. Список жіночих музеїв). Ревізію андроцентризму класичної історії здійснює феміністська історія. Дослідження жіноцтва в антропології і культурології започаткував Герман Генріх Плосс фундаментальною працею «Жінка у природознавстві та етнографії». Докладніше: Жінки в суспільстві, Гендерна історія, Поверх спадщини.

Відсоток студенток, які навчаються на інженерних, виробничих і будівельних програмах у ВНЗ в різних частинах світу

### Жіноча освіта
Освіта жінок у STEM, Сексизм в освіті, Список країн за середньою кількістю років перебування жінок в закладах освіти, Жіноча освіта в Україні, Вплив освіти жінок на суспільство і економіку, Хронологія жіночої освіти, Жіночий коледж та Список жіночих коледжів, Жіночий пансіон, Сестринство.

### Жінки і влада

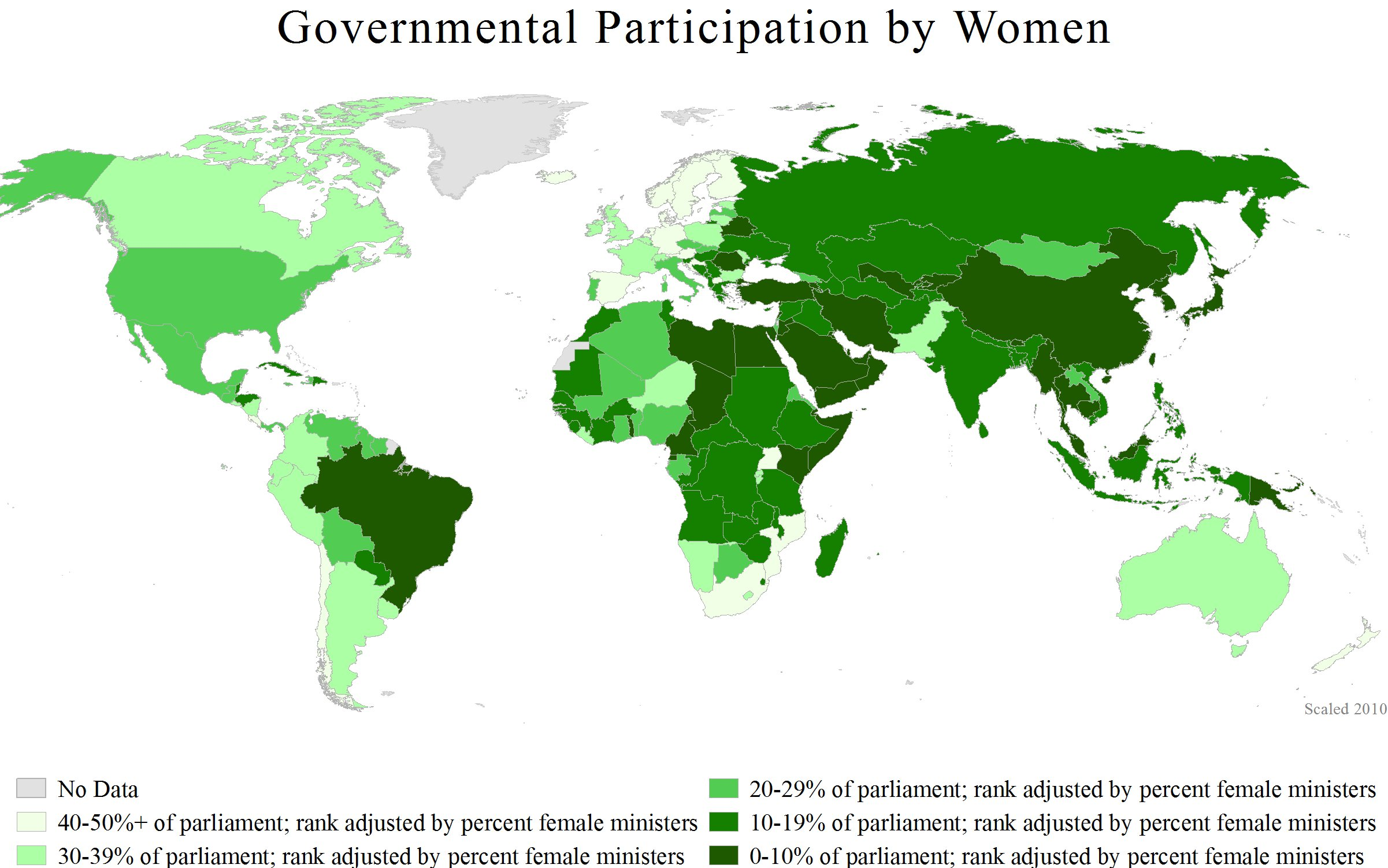
Участь жінок в урядах за країнами світу

Престолонаступництво, Правляча королева (список), Жіночий султанат, Список жінок-глав держав та урядів, Перша леді, Гендерні квоти.

### Ринок праці та бізнес
Нерівність на робочому місці, Гендерна політика, Найзаможніші жінки світу, Фемінітиви.

### У воєнній справі
Жінки в збройних силах, Жінки в Збройних силах України, Жінки в правоохоронних органах, Жінки в піратстві.

### Наука і технології
Нацковиці від Гіпатії до Марії Склодовської-Кюрі (єдиної лавреатки двох Нобелівських премій) стикалися з Ефектом Матильди в академічному середовищі. Детальніше: Жінки в науці, Жінки у галузях STEM, Список лауреаток Нобелівської премії, Список дослідниць та мандрівниць, Список винахідниць, Список жінок у математиці, Список ботанікинь.

### Жінки в космосі
Жінки у космосі, Список космонавток

### Жіночий спорт
Жіночий спорт, Перевірка статі у спорті.

### Мистецтво
Жінки займалися мистецтвом з часів його зародження. Див. Жінки в фотографії, Список сюрреалісток, Список українських мисткинь. Власне жіночу перспективу досліджують Феміністичне мистецтво, Феміністичний мистецький рух, Феміністична наукова фантастика, Феміністська теорія кіно, виділяючи такі категорії, як Жіноче письмо, Жіночий епос.

## Дослідження
Становище жінок у різних країнах світу аналізують різні гендерні індекси. Комплексним виміром є, наприклад, Індекс гендерної нерівності, поданий у щорічному Глобальному звіті про гендерний розрив.

## Дискримінація жінок

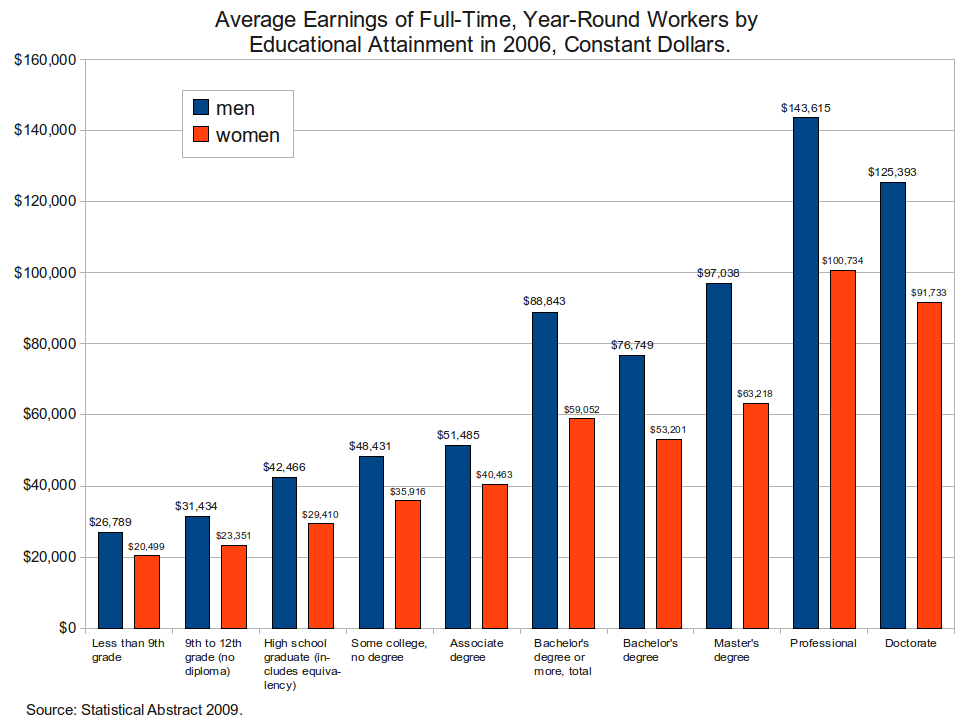
Різниця в заробітній платі чоловіків і жінок у США

Хоча в ХІХ ст. суспільне становище жінок значно покращилося, порівняно з минулим, у багатьох сферах жінки досі зазнають утисків.
- Феміцид — вбивства новонароджених дівчаток в Індії і Китаї через стереотипи про меншу «цінність» жінок для сім'ї. Сучасний феміцид практикується у вигляді селективних абортів. Китайська політика «одна сім'я — одна дитина» сприяє їм, бо батьки бажають сина більше, ніж доньку. У Китаї дівчинка має вдвічі більші шанси померти до п'яти років, ніж хлопчик.[15]
- Сексуальне насильство: переважна більшість постраждалих від зґвалтування — жінки. При цьому через міфи про зґвалтування, поширені і в правоохоронній системі, суспільство засуджує потерпілих (звинувачення жертви), злочини замовчуються, ґвалтівників не карають. Під час акції ЯНеБоюсьСказати 2016 року багато українок та росіянок розкрили численні випадки сексуального насильства, котрі раніше приховували, боячись осуду, або зверталися по допомогу до правоохоронних органів, але не отримували її. Див. також: MeToo.
- Домашнє насильство, серед якого фізичне, психологічне, економічне, насильство над дітьми, здійснюється переважно проти жінок.
- Дискримінація на ринку праці: законодавчі заборони наймати жінок на певні посади (в Україні список з 450 посад скасували лише в 2017)[16]; Гендерний розрив в оплаті праці: зарплатня жінок в середньому на до 30 %, нижча, ніж у чоловіків на тих же посадах[17]. «Скляна стеля» — сукупність бар'єрів, що обмежують кар'єрне просування жінок[18];
- Недопредставленість у владі: навіть у країнах, перших за гендерною рівністю, парламентарок на 20-25 % менше, ніж парламентарів. У Японії лише 8 % парламентарок.[19] Проблема вирішується гендерними квотами (успішним прикладом є шведський парламент).
- Негативне висвітлення жінок у медіа (див. Мізогінія в масмедіа): більшість головних героїв фільмів і книг — чоловіки. Жінки займають 40—50 % робочих місць, проте персонажок фільмів лише 20-30 %, при цьому з меншими ролями.[20] Тест Бекдел оцінює художній продукт як несексистський, якщо дві персонажки розмовляють між собою не про чоловіків (10-годинна трилогія «Володаря перснів» не пройшла тест).[21]
- Недопредставленість жінок в інформаційному просторі включає й сексизм у Вікіпедії.
- Сексуальна об'єктивація жінок у мистецтві, рекламі, ЗМІ, відеоіграх.

### Гендерні стереотипи
У суспільствах побутують уявлення про якості, «від природи» (не) притаманні жінкам, «жіночі» риси чи заняття, які заважають жінкам займатися наукою, бізнесом, йти у владу, інженерію, ІТ-технологію, сприяють приниженню жінки в суспільному дискурсі та в повсякденні. Жінки вважаються більш балакучими, легковажними, меркантильними, хитрими. Такі стереотипи стимулюють збереження гендерних ролей та гендерної нерівності в суспільстві. Вони шкодять жінкам та сповільнюють розвиток суспільств, гальмуючи половину людського потенціалу. Деякі з гендерних упереджень:
- «Жіноча логіка» — стереотип про відмінну організацію мислення жінок. Є однією з причин дискримінації жінок у доступі до керівних посад. Сучасні дослідження доводять, що між чоловічим і жіночим мозком немає принципової різниці в будові і функціях.[26]
- «Жінки не схильні до науки» — з малої кількості науковиць хибно висновують менші здібності жінок до науки, а іноді і припускають нижчий інтелект. Сексизм в освіті і при наймі, скляна стеля та нерівна оплата, підтримують стереотип, стримуючи дівчат від занять наукою, через що науковиць і досі в кілька разів менше, ніж науковців.[27] Див. Жіноча освіта, Освіта жінок у STEM.
- «Підвищена емоційність жінок»: чоловіки вважаються раціональнішими і не мають демонструвати емоції, а жінки — підвищено емоційними. Через це людям обох статей доводиться стримувати нормальну емоційність — чоловікам через суспільний осуд, жінкам через ризик отримати стигму істерії.[22]
- «Слабкість жінок» — рішучість, сміливість і сила вважаються «чоловічими» якостями, тому потрапити на роботу, що потребує фізичного чи психологічного навантаження, для жінки ускладнено
- «Сімейне призначення» — думка, що всі жінки прагнуть до шлюбу, дітонародження та обслуговування родини. Через це жінок без такого потягу засуджують чи жаліють, репродуктивний тиск підштовхує жінок жертвувати кар'єрою або особистим життям заради сім'ї.[28] Жінки з вільною сексуальною поведінкою (пошук і часта зміна сексуальних партнерів(-ок)) вважаються «неправильними» і засуджуються.

## Фемінізм

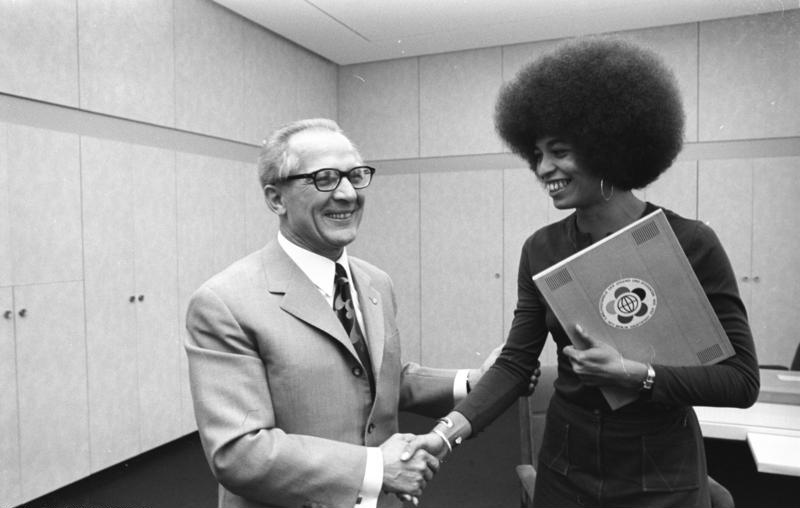
Еріх Гонеккер та Анджела Девіс — одна з найактивніших феміністок 20 століття, правозахисниця, символ руху за права ув'язнених

Завдяки емансипації жінок, поштовхом до котрої став жіночий рух у Західній Європі, традиційна патріархальна структура суспільства поставлена під сумнів. Сьогодні жінки можуть вільно вибирати професію та користуються в більшості країн такими ж юридичними правами, як і чоловіки.
Поява фемінізму як теорії була підготовлена інтелектуальними течіями Заходу: ліберальна філософія і теорія прав людини (Локк, Руссо та інші); соціалістична теорія, розгляд сексуальності та сексуальної поведінки людини в соціальному і політичному контексті (Фрейд, Райх, Маргарет Мід, філософи Франкфуртської школи: Маркузе і Адорно). На феміністську думку значно вплинули ідеології молодіжного протесту, боротьби чорних за громадянські права, утопії контркультури, ідеї сексуальної революції.
Першим проявом масового поширення феміністичних ідей став суфражизм — рух за надання жінкам однакових з чоловіками виборчих прав (див. Жіноче виборче право), що зародився в Англії на межі ХІХ—ХХ ст. Також суфражистки виступали проти дискримінації жінок взагалі в політичному й економічному житті, активно застосовували ненасильницькі методи громадянської непокори.
Під «другою хвилею» фемінізму розуміють ідеї та дії, пов'язані з жіночою визвольним рухом, який почав розвиватися з 1960-х років і виступав за юридичну та соціальну рівність жінок і чоловіків. «Третя хвиля» стала продовженням «другої хвилі» і реакцією на її фактичну невдачу[джерело?]. Появу «третьої хвилі» відносять до 1990-го років. Див. Історія фемінізму.

## Культурний образ
Серед жіночих образів у мистецтві: діва-воїтелька, діва у біді, фатальна жінка. Характерною для більшості культур є сексуальна об'єктивація жінок та чоловічий погляд. Див. Принцип Смурфетти.

### Символіка
Серед символів історично позначають жіноче:
- Дзеркало Венери (♀) — в біології позначає організми жіночої статі; в попкультурі в парі з символом Марса (♂) гендерує дизайн; самостійно символізує феміністичний рух та фемінність.
- Інь — жіноче начало давньокитайській філософії. Аналогічні пари: пуруша і пракріті в індуїзмі, аніма та анімус у Юнга, Ор і Клі у каббалі.
- Рожевий колір — зараз вважається традиційним для жінок, проте ця асоціація утворилась лише в ΧΧ столітті.[29]